# Grande Prêmio da França de 2005
Resultados do Grande Prêmio da França de Fórmula 1 realizado em Magny-Cours em 3 de julho de 2005. Décima etapa da temporada, foi vencido pelo espanhol Fernando Alonso, da Renault.

## Resumo
- † Kimi Räikkönen foi punido com a perda de 10 posições pela troca de motor na sexta-feira.

## Pilotos de sexta-feira
| Construtor        | Nº | Piloto            |
| ----------------- | -- | ----------------- |
| McLaren-Mercedes  | 35 | Pedro de la Rosa  |
| Sauber-Petronas   |    | n/d               |
| Red Bull-Cosworth | 37 | Vitantonio Liuzzi |
| Toyota            | 38 | Olivier Panis     |
| Jordan-Toyota     | 39 | Robert Doornbos   |
| Minardi-Cosworth  |    | n/d               |

## Classificação da prova

### Treino classificatório
| Pos.   | Nº | Piloto               | Equipe            | Tempo    | Diferença |
| ------ | -- | -------------------- | ----------------- | -------- | --------- |
| 1      | 5  | Fernando Alonso      | Renault           | 1:14.412 | —         |
| 2      | 16 | Jarno Trulli         | Toyota            | 1:14.521 | + 0.109   |
| 3      | 9  | Kimi Räikkönen       | McLaren-Mercedes  | 1:14.559 | + 0.147   |
| 4      | 1  | Michael Schumacher   | Ferrari           | 1:14.572 | + 0.160   |
| 5      | 4  | Takuma Sato          | BAR-Honda         | 1:14.655 | + 0.243   |
| 6      | 2  | Rubens Barrichello   | Ferrari           | 1:14.832 | + 0.420   |
| 7      | 6  | Giancarlo Fisichella | Renault           | 1:14.887 | + 0.475   |
| 8      | 3  | Jenson Button        | BAR-Honda         | 1:15.051 | + 0.639   |
| 9      | 10 | Juan Pablo Montoya   | McLaren-Mercedes  | 1:15.406 | + 0.994   |
| 10     | 12 | Felipe Massa         | Sauber-Petronas   | 1:15.566 | + 1.154   |
| 11     | 11 | Jacques Villeneuve   | Sauber-Petronas   | 1:15.699 | + 1.287   |
| 12     | 17 | Ralf Schumacher      | Toyota            | 1:15.771 | + 1.359   |
| 13     | 7  | Mark Webber          | Williams-BMW      | 1:15.885 | + 1.473   |
| 14     | 8  | Nick Heidfeld        | Williams-BMW      | 1:16.207 | + 1.795   |
| 15     | 14 | David Coulthard      | Red Bull-Cosworth | 1:16.434 | + 2.022   |
| 16     | 15 | Christian Klien      | Red Bull-Cosworth | 1:16.547 | + 2.135   |
| 17     | 19 | Narain Karthikeyan   | Jordan-Toyota     | 1:17.857 | + 3.445   |
| 18     | 20 | Patrick Friesacher   | Minardi-Cosworth  | 1:17.960 | + 3.548   |
| 19     | 18 | Tiago Monteiro       | Jordan-Toyota     | 1:18.047 | + 3.635   |
| 20     | 21 | Christijan Albers    | Minardi-Cosworth  | 1:18.335 | + 3.923   |
| Fonte: |    |                      |                   |          |           |

### Corrida
| Pos.   | Nº | Piloto               | Equipe            | Voltas | Tempo/Diferença        | Grid | Pontos |
| ------ | -- | -------------------- | ----------------- | ------ | ---------------------- | ---- | ------ |
| 1      | 5  | Fernando Alonso      | Renault           | 70     | 1:31:22.232            | 1    | 10     |
| 2      | 9  | Kimi Räikkönen       | McLaren-Mercedes  | 70     | + 11.805               | 13 † | 8      |
| 3      | 1  | Michael Schumacher   | Ferrari           | 70     | + 1:21.914             | 3    | 6      |
| 4      | 3  | Jenson Button        | BAR-Honda         | 69     | + 1 volta              | 7    | 5      |
| 5      | 16 | Jarno Trulli         | Toyota            | 69     | + 1 volta              | 2    | 4      |
| 6      | 6  | Giancarlo Fisichella | Renault           | 69     | + 1 volta              | 6    | 3      |
| 7      | 17 | Ralf Schumacher      | Toyota            | 69     | + 1 volta              | 11   | 2      |
| 8      | 11 | Jacques Villeneuve   | Sauber-Petronas   | 69     | + 1 volta              | 10   | 1      |
| 9      | 2  | Rubens Barrichello   | Ferrari           | 69     | + 1 volta              | 5    |        |
| 10     | 14 | David Coulthard      | Red Bull-Cosworth | 69     | + 1 volta              | 15   |        |
| 11     | 4  | Takuma Sato          | BAR-Honda         | 69     | + 1 volta              | 4    |        |
| 12     | 7  | Mark Webber          | Williams-BMW      | 68     | + 2 voltas             | 12   |        |
| 13     | 18 | Tiago Monteiro       | Jordan-Toyota     | 67     | + 3 voltas             | 19   |        |
| 14     | 8  | Nick Heidfeld        | Williams-BMW      | 66     | + 4 voltas             | 14   |        |
| 15     | 19 | Narain Karthikeyan   | Jordan-Toyota     | 66     | + 4 voltas             | 17   |        |
| Ret    | 10 | Juan Pablo Montoya   | McLaren-Mercedes  | 46     | Motor                  | 8    |        |
| Ret    | 21 | Christijan Albers    | Minardi-Cosworth  | 37     | Punção                 | 20   |        |
| Ret    | 20 | Patrick Friesacher   | Minardi-Cosworth  | 33     | Punção                 | 18   |        |
| Ret    | 12 | Felipe Massa         | Sauber-Petronas   | 30     | Pane hidráulica        | 9    |        |
| Ret    | 15 | Christian Klien      | Red Bull-Cosworth | 1      | Pressão de combustível | 16   |        |
| Fonte: |    |                      |                   |        |                        |      |        |

## Tabela do campeonato após a corrida
| Pos.   | Piloto             | Pontos |
| ------ | ------------------ | ------ |
| 1      | Fernando Alonso    | 69     |
| 2      | Kimi Räikkönen     | 45     |
| 3      | Michael Schumacher | 40     |
| 4      | Jarno Trulli       | 31     |
| 5      | Rubens Barrichello | 29     |
| Fonte: |                    |        |

| Pos.   | Construtor       | Pontos |
| ------ | ---------------- | ------ |
| 1      | Renault          | 89     |
| 2      | McLaren–Mercedes | 71     |
| 3      | Ferrari          | 69     |
| 4      | Toyota           | 53     |
| 5      | Williams–BMW     | 47     |
| Fonte: |                  |        |

- Nota: Somente as primeiras cinco posições estão listadas.